# Ursulinenkloster Graz

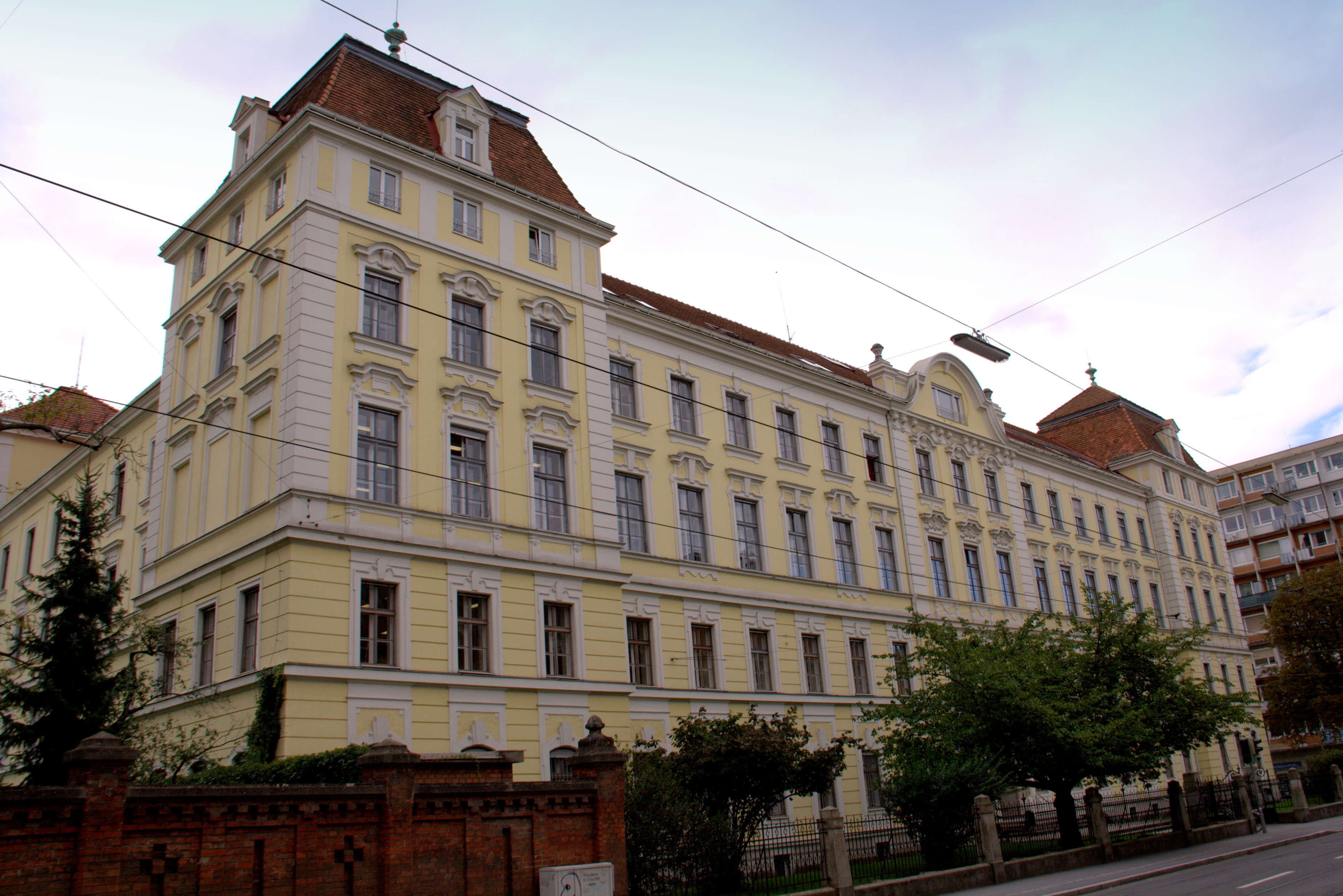
Ursulinenkloster Graz in der Leonhardstraße

Das Ursulinenkloster Graz in der Leonhardstraße im zweiten Stadtbezirk St. Leonhard beherbergt einerseits den Ursulinenkonvent, andererseits eine gemischt-geschlechtliche Privatschule mit unterschiedlichen Schultypen. Der Monumentalbau wurde im Stil des Späthistorismus errichtet. Derzeit leben elf Schwestern im Konvent.

## Geschichte
Aufgrund des Bevölkerungszuwachses in der Grazer Innenstadt und der damit verbundenen Enge, wurde 1891 in der Vorstadt St. Leonhard ein Grundstück erworben. Der Käufer war Fürstbischof Johann Zwerger. Das Bauvorhaben begann erst im September 1898, wobei der Rohbau schon wenige Monate später, im Januar 1899, abgeschlossen war. Ein Jahr später, nach Fertigstellung der Räumlichkeiten, zog der Konvent der Ursulinen aus der Sackstraße in die Leonhardstraße um.
Die Schwestern unterhielten eine Volksschule, eine Bürgerschule, die auch im Ersten Weltkrieg weitergeführt werden konnten. Der Schulchronik zufolge fand das bedeutendste Ereignis seit der Schulgründung im Jahr 1930 statt, als ein humanistisches Mädchengymnasium eröffnet wurde. Auch ging die Leitung der Schule von den Ordensschwestern auf eine Laiendirektion über. Bereits 1937/38 wurde den meisten Ordensschwestern die Ausübung ihrer Tätigkeiten im Schulbetrieb und im Pensionat verboten. Sie mussten ihre Arbeit in anderen europäischen Ursulinenklöstern verrichten.
Nachdem das Gebäude im Verlauf des Zweiten Weltkrieges und in der Nachkriegszeit als staatliche Oberschule, vier Jahre lang als Reservelazarett, SS-Lazarett, später als sowjetische Kaserne und Kriegsgefangenenlager gedient hatte, zog auch das britische Rote Kreuz in die Räumlichkeiten ein. Durch die wechselvolle Verwendung wurde das Mobiliar und die Bausubstanz schwer in Mitleidenschaft gezogen, verkauft oder vernichtet. Den Schwestern gelang es schließlich, einen Teil der Einrichtung wieder zu finden und die Schule mit dem Nötigsten auszustatten.
Schon Mitte Oktober 1946 konnte die Schule mit drei unterschiedlichen Typen (Volksschule, Hauptschule und Haushaltungsschule) eröffnet werden. Ein Jahr später kam eine Lehrerinnenbildungsanstalt hinzu. Im Herbst 1948 war die Außenrenovierung des Schul- und Konventsgebäudes abgeschlossen. 1950 waren sämtliche Schulformen, die bis 1938 geführt wurden, wieder vertreten. In der Gegenwart beherbergen die Ursulinen einen Kindergarten, eine Volksschule, eine Hauptschule mit neuer Mittelschule und ein Gymnasium. Auch sind seit dem Schuljahr 2008/2009 Knaben für den Schulbesuch zugelassen.

## Architektur und Gestaltung

### Klostergebäude
Der viergeschoßige Baublock wurde zwischen 1898 und 1900 nach den Plänen des Architekten Josef Schmalzhofer von Johann Guido Wolf erbaut. Die Fassadengestaltung wurde in neobarocken Stilformen ausgeführt. An den Hausecken befinden sich Pavillons. Der Westtrakt wurde nachträglich aufgestockt. Im Stiegenhaus befindet sich ein Mosaik der heiligen Ursula, das von Gernot Jüttner gelegt wurde. Ein Mariahilf-Gnadenbild (1768) nach Art von De Pomis ist in der Prokuratur zu sehen, ebenso das spätbarocke Mobiliar.
Eine Schnitzfigur mit der Darstellung der thronenden Maria mit Kind (17. Jahrhundert) steht im Empfangszimmer. Im Refektorium sind eine Standuhr und Gemälde mit Szenen um „Christus und die Samariterin“, der „Labung Christi durch Engel“, die „Version der heiligen Angela“, die Ordensgründerin „Angela mit dem Kreuz“, sowie des heiligen Augustinus zu sehen.

### Klausur
Im Noviziat steht ein Altarschrank aus den Jahren 1740/45. An dem Flügelretabel befinden sich aus Holz geschnitzte Figuren der Maria Immaculata und der beiden Heiligen Joachim und Joseph, die nach Art des Joseph Schocktnigg gefertigt wurden. Die Innenseiten der Flügel sind mit Bildern der Heiligen Ursula, Agnes, Katharina und Barbara geschmückt, während sich am Oberbild die Darstellung der Dreifaltigkeit befindet. Vor einem Kruzifix steht eine Pietà-Gruppe aus dem 17. Jahrhundert. In den Gängen sind eine Nische mit einer Ölberggruppe (17. Jh.), zwei spätgotische Leuchter-Engel (um 1430) und einige Gemälde mit diversen Heiligendarstellungen zu sehen.

### Kapelle zur Heiligsten Dreifaltigkeit
Die Hauskapelle, die der Heiligen Dreifaltigkeit geweiht ist, befindet sich im Südtrakt. Nach dem Entfernen der ehemaligen Neorenaissance-Innenraumausstattung wurde der Kapellenraum 1963 nach den Entwürfen des Künstlers Franz Maitz neu gestaltet. Der zweigeschoßige Saalraum mit Rundbogenfenstern besteht aus vier Jochen und einer Flachdecke, einem einjochigen Chor, sowie einer einjochigen Orgelempore. Zur Einrichtung zählen ein Hänge-Kruzifix, ein Tabernakel und eine Orgel (1975) der Firma Walcker aus Ludwigsburg. Vor dem Kapelleneingang steht eine Holzfigur der heiligen Katharina (17./18. Jahrhundert).
An der Nordseite der Kapelle ist die Marienkapelle mit Spiegeldecke und Flachbogenfenster angeschlossen. Am Säulenaltar (17. Jahrhundert) sind ein Altarblatt mit Darstellungen der Maria Immaculata und ein Oberbild des heiligen Joseph angebracht. Im Betchor, der sich hinter dem Chor der Kapelle verbirgt, hängt ein Gemälde der Schutzmantel-Ursula, das von Franz Carl Remp gemalt wurde. Eine Kreuzgruppe mit der heiligen Ursula, eine Holzfigur der heiligen Barbara und ein spätbarockes Mobiliar sind ebenfalls im Betchor zu finden.

## Schulen der Ursulinen
Das Konvent betreibt folgende Schulen mit Öffentlichkeitsrecht:
- Volksschule
- Mittelschule mit Polytechnischer Schule
- Gymnasium und Oberstufenrealgymnasium, mit Europaklasse, Pädagogischer Panther 2007[5]